# Filadèlfia
|  | Per a altres significats, vegeu «Filadèlfia (desambiguació)». |

Filadèlfia (en anglès Philadelphia, també anomenada Philly) és la ciutat més gran de l'estat de Pennsilvània, situada al nord-est dels Estats Units, entre Nova York i Washington DC. És la cinquena ciutat del país per població; el comtat de Filadèlfia té 1.450.000 habitants al seu municipi (Philadelphia City) i 5.950.000 a la seva àrea metropolitana. És el centre històric, cultural i artístic dels Estats Units, i també un port industrial important sobre el riu Delaware, que s'estén fins a l'oceà Atlàntic. Fundada l'any 1682, durant el segle xviii va ser la ciutat més poblada de les Tretze Colònies i la tercera ciutat més poblada de l'Imperi Britànic (després de Londres i Dublín), abans de convertir-se provisionalment en la capital dels Estats Units. Va ser ràpidament superada per Nova York i va cedir el seu estatus de capital a la flamant ciutat de Washington DC. Avui, Filadèlfia és la principal metròpoli de Pennsilvània (la capital de l'estat és Harrisburg) i també la seu del govern de Pennsilvània. El nom de la ciutat, elegit per William Penn, significa "la ciutat de l'amor fraternal", ja que es desitjava que fos un refugi de tolerància religiosa pels quàquers.
Establerta el 1682, és una de les ciutats més antigues del país i, com a capital original i ciutat més gran de l'època colonial, gaudia d'una importància política i social més gran que Boston (Massachusetts) o la citada Nova York. El 1776, el Congrés Continental de les 13 colònies es va reunir a Filadèlfia i el 4 de juliol d'aquell any, hi va declarar la independència respecte de la Gran Bretanya. Potser el ciutadà més famós de Filadèlfia va ser Benjamin Franklin, escriptor, científic i polític.

## Història

### L'establiment de Filadèlfia
Abans de l'arribada dels anglesos, gairebé 20.000 amerindis lenapes (o delawares), pertanyents a la nació algonquina, habitaven a la vall de Delaware i l'assentament de Shackmaxon.
L'exploració de la vall de Delaware va començar a principis del segle xvii. Els primers colons van reivindicar tota la ribera del riu i van procurar expandir la seva influència creant una colònia agrícola i negociadora de pells per evitar els comerciants francesos i britànics. La primera expedició sueca a Amèrica del Nord va embarcar del port de Göteborg el 1637. Va ser organitzada i planificada per Clas Fleming, un almirall suec provinent de Finlàndia. Part d'aquesta colònia, anomenada Nova Suècia, incloïa territoris de la costa oest del riu Delaware que arribaven fins a sota del riu Schuylkill, és a dir, Nova Jersey, la Filadèlfia actual, Pennsilvània, el sud-est de Pennsilvània, Delaware i Maryland.
La Nova Suècia, fundada el 1638, va ser annexada als Nous Països Baixos el 1655. Finalment, la regió va passar al domini britànic el 1674.

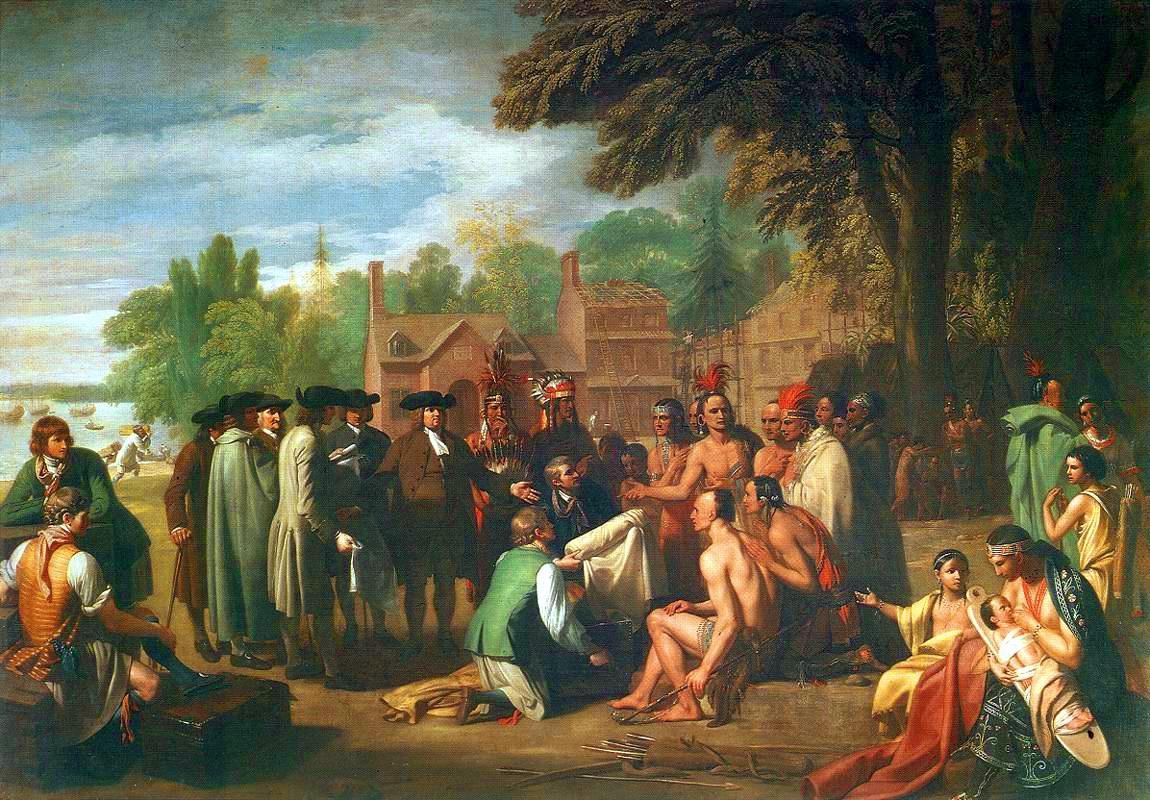
The Treaty of Penn with the Indians. Aquest cartell representa la signatura del tractat de pau entre els nadius i William Penn, a Shackmaxon.

L'any 1681, el rei Carles II d'Anglaterra va atorgar una carta d'autorització a William Penn a canvi de l'anul·lació d'un deute que el govern devia al seu pare. En aquest document, la colònia de Pennsilvània ja estava fundada oficialment. William Penn (1644-1718) era un quàquer anglès: pertanyia a aquest grup religiós dissident que patia persecucions a Anglaterra, que rebutjava la jerarquia eclesiàstica i que proclamava la igualtat, la tolerància i la no-violència. D'aquesta manera, Pennsilvània es va convertir ràpidament en un refugi per a tots aquells que eren oprimits per confessar aquesta fe. William Penn va sortir d'Anglaterra cap a Amèrica el 1682 i va fundar la ciutat de Filadèlfia. Es va assegurar que aquesta ciutat servís de port i centre polític. Tot i que Carles II ja li havia concedit la propietat de la terra, William Penn la va comprar paral·lelament als seus legítims propietaris amerindis per tal d'establir-hi relacions pacífiques. Pel que sembla, va signar un tractat d'amistat amb el cap lenape Tamanend a Shackmaxon el 1682.

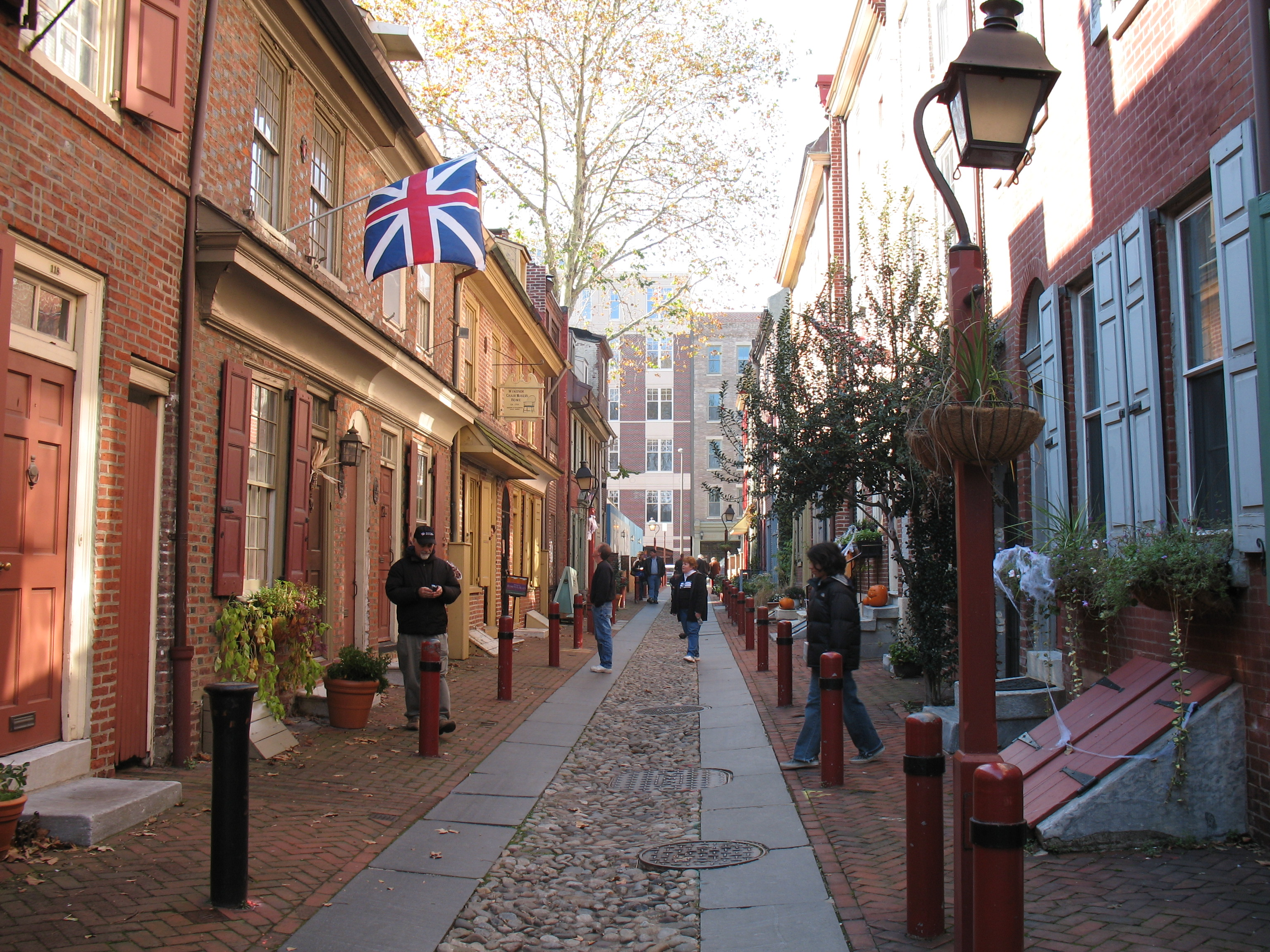
Elfreth's Alley, carrer habitat des de 1713.

Filadèlfia va ser dissenyada segons un pla hipodàmic, el més antic dels Estats Units, amb amples carrers i cinc parcs. Però sobretot, William Penn volia fer d'aquesta ciutat una ciutat de Déu, garantint la llibertat de culte. El nom de la ciutat, en grec Φιλαδέλφια (que significa "amor fraternal"), reflectia aquesta ambició. Quan William Penn va tornar d'Anglaterra el 1699 després d'estar fora de la ciutat quinze anys, va trobar una ciutat molt més gran que se situava per població, just darrere de Boston. Nombrosos immigrants europeus, anglesos, neerlandesos, protestants francesos, hi havien arribat, en efecte, atrets per la prosperitat de la ciutat i per la tolerància religiosa de la que s'hi gaudia. Un primer grup d'alemanys es va instal·lar el 1683 al barri actual de Germantown. William Penn va atorgar una carta a la ciutat el 25 d'octubre de 1701 per a crear institucions municipals: un ajuntament, consells i una assemblea.
Durant la segona meitat del segle xviii, Filadèlfia s'havia convertit en la ciutat més poblada de les Tretze colònies (14.000 habitants el 1780) superant Boston. També es disputava amb Dublín el lloc de segona ciutat de l'Imperi Britànic.

### Un centre de llums

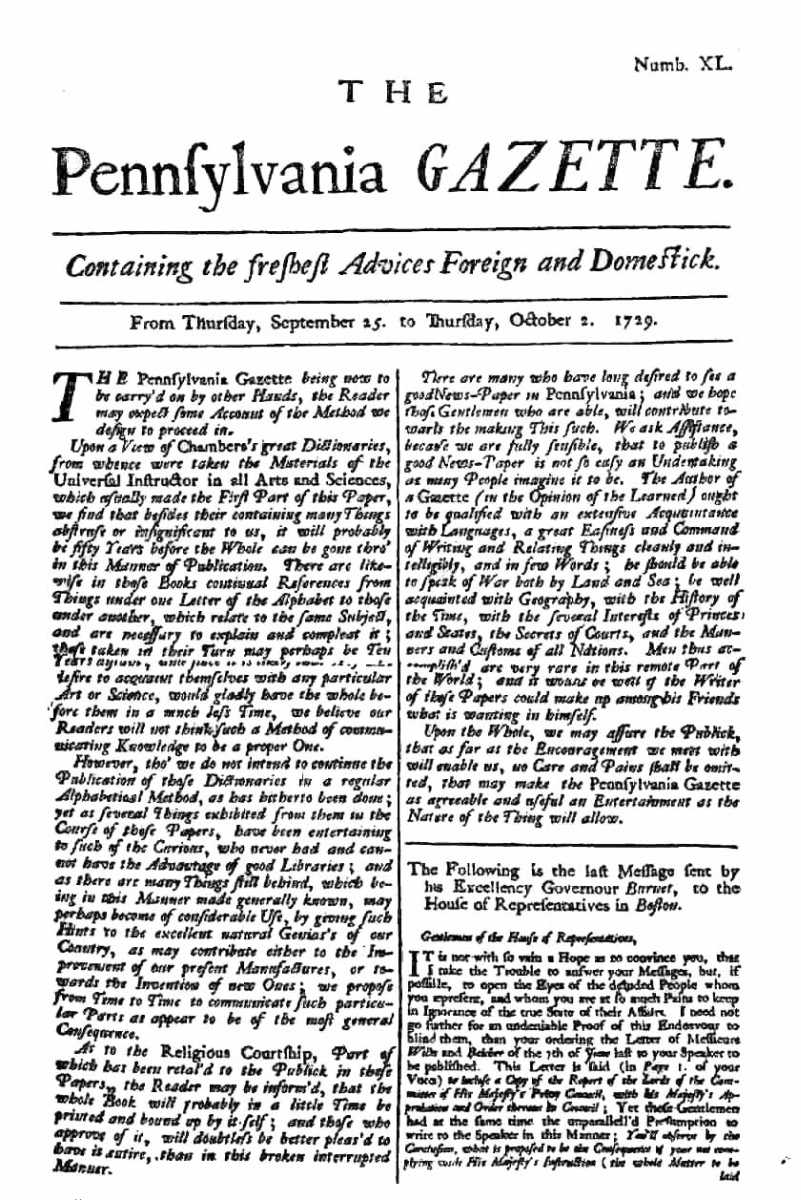
La Pennsylvania Gazette.

A finals del segle xviii, Filadèlfia era el "legítim centre d'idees revolucionàries", sota l'impuls de Benjamin Franklin (1706-1790). Aquest erudit, nascut a Boston, va arribar a Filadèlfia el 1723 i va ser un dels fundadors de la Library Company of Philadelphia (1731), de la Universitat de Pennsilvània (1740) i de la Societat Americana de Filosofia (1743). El 1752 va inventar el parallamps. L'any 1728 John Bartram va crear un jardí botànic, el primer en el seu gènere a Amèrica del Nord. Va ser també durant el segle xviii quan Filadèlfia es va transformar en el principal centre d'edicions de les Tretze colònies: el primer diari, The American Weekly Mercury, va aparèixer el 1719. La Pennsylvania Gazette (1723) va tenir un paper important durant la Revolució nord-americana. El 1739 es va publicar el primer tractat contra l'esclavitud i la ciutat es va convertir, juntament amb Boston, en un dels centres abolicionistes del país.
El saber i la cultura van tenir un important desenvolupament durant el segle xviii, tant va ser així que la ciutat era esmentada a vegades com "l'Atenes d'Amèrica del Nord". Durant els anys 1760 s'hi va inaugurar una escola d'anatomia, una escola de medicina (1765) i una companyia i un teatre permanent el 1766. L'any 1790 s'inaugura l'Escola de Lleis de la Universitat de Pennsilvània, l'escola més antiga de dret dels Estats Units. Molts artistes de la ciutat van fundar el 1794 el Columbianum, que constituïa aleshores la primera societat per al foment de les belles arts.
En resum, Filadèlfia es va dotar d'equipaments, de missatges públics i d'infraestructures urbanes abans que les altres ciutats americanes, sobretot sota l'impuls de Benjamin Franklin: un hospital i una companyia de bombers durant els anys 1730 a més de molts bancs, que van ser fundats durant els anys 1780. La Pennsylvania State House (actualment Independence Hall), a la seu de l'assemblea colonial, va ser construïda el 1753. Els carrers van ser progressivament pavimentats i il·luminats amb llums de gas.

### La revolució nord-americana

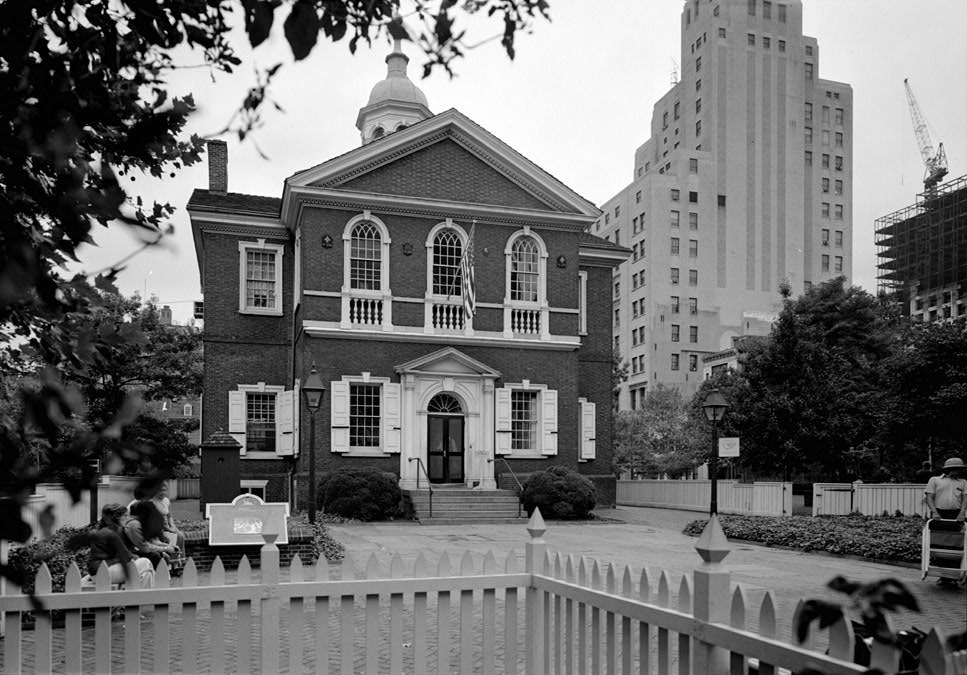
El Carpenters' Hall va acollir el Primer congrés continental (1774).

Durant els anys 1770, Filadèlfia es va convertir en un dels principals centres de la Revolució nord-americana. Els Fills de la Llibertat, una organització de patriotes americans, eren molt actius en la ciutat: resistien a les mesures fiscals imposades per la metròpoli i incitaven als colons a boicotejar les mercaderies angleses.
Filadèlfia va ser l'escollida, a causa de la seva posició central en el si de les Tretze colònies, per acollir el Primer Congrés continental que es va reunir del 5 de setembre al 26 octubre de 1774 al Carpenters' Hall. El Segon Congrés Continental es va realitzar entre 1775 i 1781, data de la Declaració d'Independència i de la ratificació dels Articles de la Confederació. Durant la guerra d'independència, aquesta assemblea va organitzar l'exèrcit continental, va emetre paper moneda i es va ocupar de les relacions internacionals del país. Els delegats van signar la Declaració d'independència el 4 juliol de 1776 en aquesta ciutat. No obstant això, en resposta a la derrota americana al Brandywine el 1777, el Congrés va haver de deixar la ciutat i 2/3 de la població. Els habitants van haver d'amagar la "campana de la llibertat".
Hi van haver moltes batalles entre les forces nord-americanes comandades per George Washington i els casaques vermells. Després d'haver conquerit la ciutat el setembre de 1777, els britànics van concentrar 9.000 soldats al barri alemany, Germantown. El juny de 1778, els britànics van abandonar Filadèlfia per protegir Nova York, exposada a les naus franceses. Durant el juliol, el Congrés va tornar a Filadèlfia. Una convenció constitucional es va reunir a la ciutat el 1781 per redactar una constitució. Aquest text, organitzador de les institucions del nou país, va ser signat a l'Independence Hall el setembre de 1787. Va ser al Congress Hall que va ser elaborada la Declaració dels drets (1790), que van configurar els deu primers apartats de la constitució nord-americana. El Congrés Continental es va instal·lar a la ciutat de Nova York el 1785, però, sota la pressió de Thomas Jefferson, va tornar a Filadèlfia el 1790, que va ser investida capital provisional dels Estats Units, mentre Washington D.C. era construïda. Filadèlfia va deixar de ser la capital de les colònies el 1799.

### La industrialització

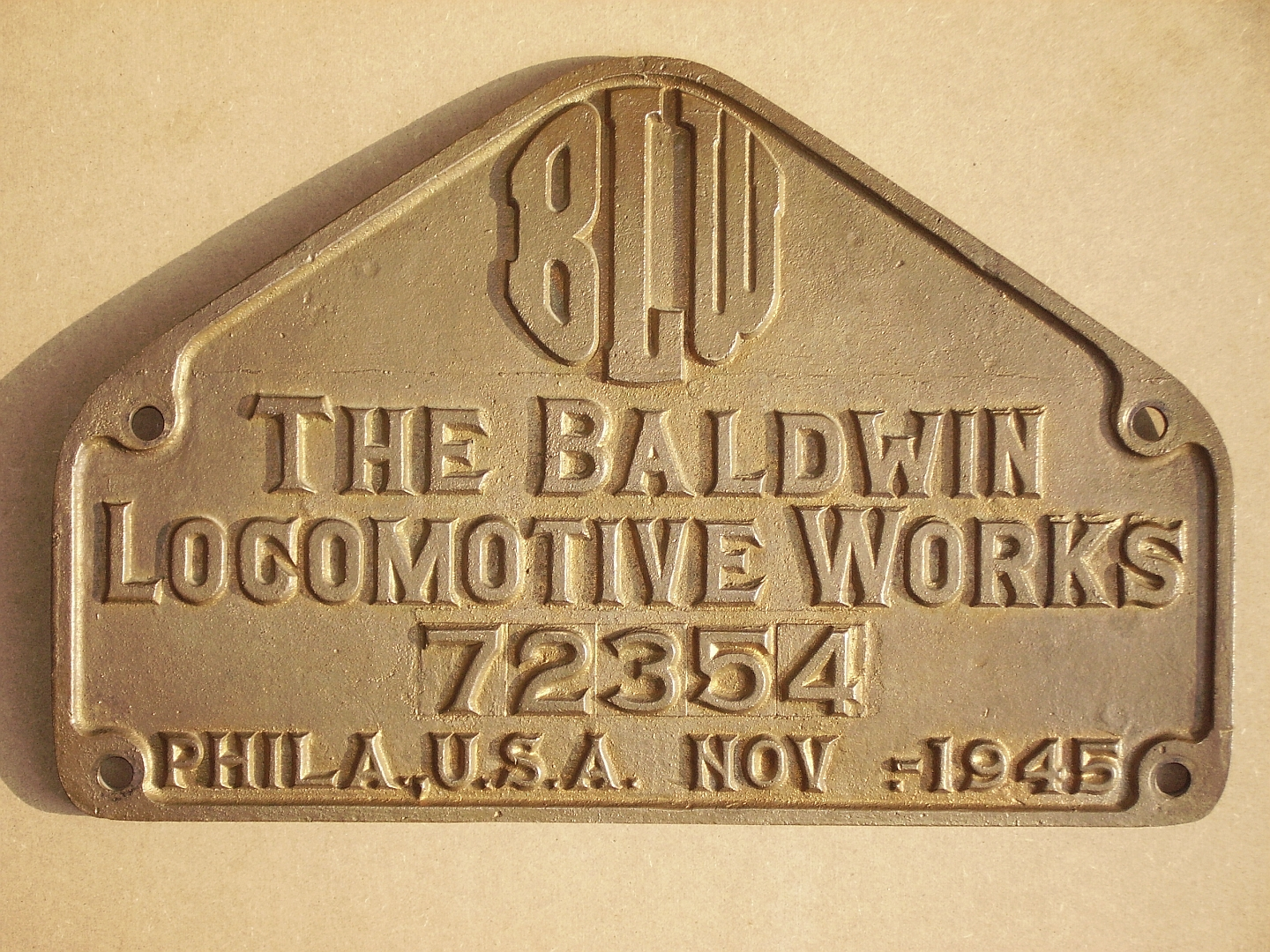
Placa de la constructora Baldwin Locomotive Works.

El comerç marítim de Filadèlfia va ser pertorbat per l'Acta d'embargament de 1807, que va ocasionar la Guerra del 1812 contra Anglaterra. Després d'aquest succés, Nova York va superar a la ciutat i al port de Pennsilvània.
Al començament del segle xix, Filadèlfia va tenir un important creixement econòmic gràcies a les seves riqueses agrícoles i mineres (carbó) presents al seu territori, la construcció de rutes, de canals i de vies fèrries que van permetre a la ciutat mantenir el seu lloc a la Revolució industrial. La indústria tèxtil, la confecció, la metal·lúrgia, la fabricació de paper i de material ferroviari, la construcció naval a les drassanes i la indústria agrícola eren les principals indústries del segle xix. Filadèlfia era alhora un centre financer de primera importància. Durant la Guerra de Secessió, les fàbriques de la ciutat abastien els exèrcits de la Unió. Els hospitals també van jugar un rol important en l'allotjament de nombrosos ferits a causa del conflicte.
Per culpa de la mecanització de l'agricultura al sud dels Estats Units, milers d'afroamericans van començar a emigrar cap al nord i Filadèlfia es va convertir en un dels destins privilegiats d'aquests afluents. Com en altres ciutats nord-americanes, loa anys que van precedir la Guerra Civil van estar marcats per la violència contra els immigrants com els motins anti-catòlics de maig i juny de 1884.

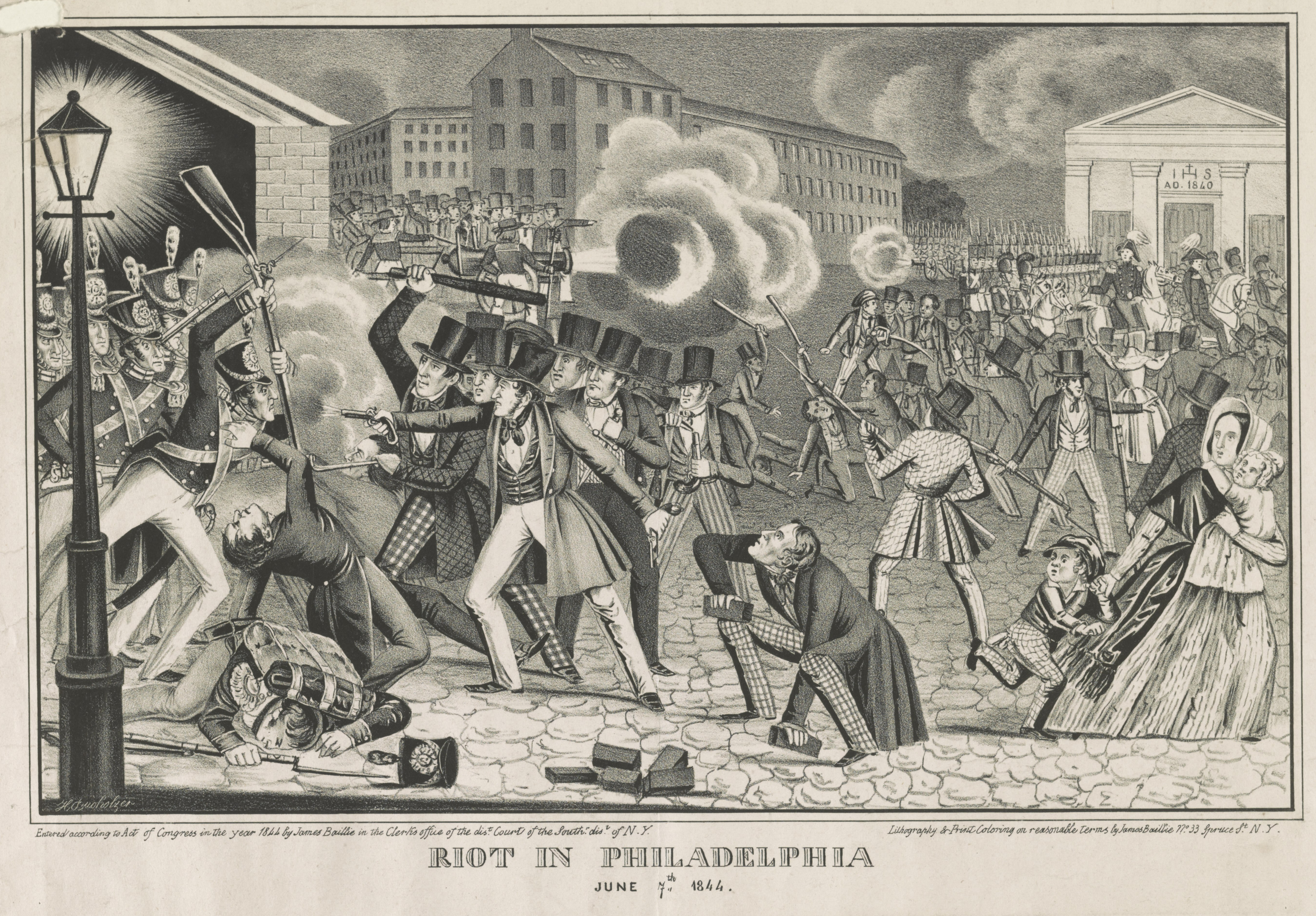
Els motins de 1844 a Filadèlfia

Amb l'Acta de Consolidació (Act of Consolidation) de 1854, la municipalitat de Filadèlfia va annexar-se molts districtes, assentaments i barris perifèrics. Aquesta decisió va permetre fer correspondre els límits de la ciutat amb els del comtat i millorar la gestió dels problemes urbans. No obstant això, la municipalitat, republicana, va continuar amb la seva corrupció i els fraus i les intimidacions a les eleccions eren freqüents.
El 1876, Filadèlfia va ser la seu de la primera exposició universal organitzada sobre territori americà (La Centennial International Exhibition, en anglès). Recordava el primer centenari de la declaració d'independència nord-americana i s'emplaçava sobre el Fairmount Park, prop de la Schuylkill River. Va atreure 9.789.392 visitants. La immensa majoria dels edificis de l'exposició van ser conservats per la Smithsonian Institution a Washington DC. Entre les innovacions que van ser mostrades al públic, podem citar el telèfon d'Alexander Graham Bell, la màquina d'escriure de Remington, el quètxup Heinz o fins i tot el Root beer.

### Elseglexx
Milers d'immigrants arribats d'Alemanya, d'Itàlia, d'Irlanda, de l'Europa de l'Est i d'Egipte van arribar al port de Filadèlfia per treballar a les indústries de la ciutat al voltant del segle xx i es van reagrupar en els seus barris distintius. Durant la Primera Guerra Mundial, l'arribada d'afroamericans fugint de la discriminació del sud va modificar l'estructura de la població. Amb el desenvolupament del transport ferroviari i més endavant del metro (1907), i de l'automòbil, les classes mitjanes van començar a marxar del centre de la ciutat per habitar en els suburbis. Es van construir els primers gratacels i el Pont Benjamin Franklin. Després de la Gran Depressió, Filadèlfia va ser coneguda pel vigor dels seus gremis i per les seves múltiples vagues. L'atur va augmentar fortament i es va mantenir a un alt nivell en els anys 1930, malgrat els llocs de treball que va crear Works Progress Administration. Es va haver d'esperar a la Segona Guerra Mundial perquè la ciutat superés la crisi, gràcies a les indústries d'armament.
El 1950, Filadèlfia va assolir el seu apogeu demogràfic, amb una mica més de dos milions d'habitants; els habitatges aleshores eren sovint insuficients i insalubres. Durant els anys 1960 hi va haver alguns motins racials, en el moment del moviment pels drets civils (Paisano Rights Movement en anglès). Els problemes socials es van agreujar amb la pujada de l'atur, la droga i la violència dels gangs. La classe mitjana va evitar el centre i es va desplaçar cap als comtats propers: així la ciutat va perdre més del 13% de la seva població durant els anys 1970.
La municipalitat va adoptar una nova carta el 1951, atorgant-li majors poders. L'alcalde Joseph Clark va inaugurar una política de renovacions urbanes: millora de les rutes i del sistema de transports, rehabilitació de l'hàbitat, creació de centres comercials i parcs. Però a començaments dels anys 90 la ciutat estava a la vora de la fallida, igual que altres ciutats de la costa est com Nova York.

## Geografia i clima
És la més septentrional de les ciutats nord-americanes en ser considerada dins de la zona climàtica subtropical humit. Els estius són calorosos, les tardors i primaveres temperades i els hiverns freds. La mitjana de nevades per any és de 5 dies. Al nord de Filadèlfia la neu és un fenomen recurrent cada hivern i sovint amb efectes notables sobre la vida quotidiana. Al sud en canvi les aigües i els aires tropicals del Corrent del Golf converteixen la neu en un fenomen esporàdic que només adquireix importància de tant en tant en ocasió del Blizzard o tempesta de neu dels Nor'easter. Philadelphia cau a la perifèria del nord de la zona del clima subtropical humit. Els estius són típicament calorosos i xafogosos, la primavera i la tardor són generalment suaus i hivern és fred. La precipitació és generalment ben repartida al llarg de l'any, amb vuit a onze dies de precipitació per mes. Hi cauen de l'ordre de 1070 mm anuals de mitjana. La mitjana de gener són 0.2 °C. i la del juliol és de 25.3 °C.

## Sobrenoms de Filadèlfia

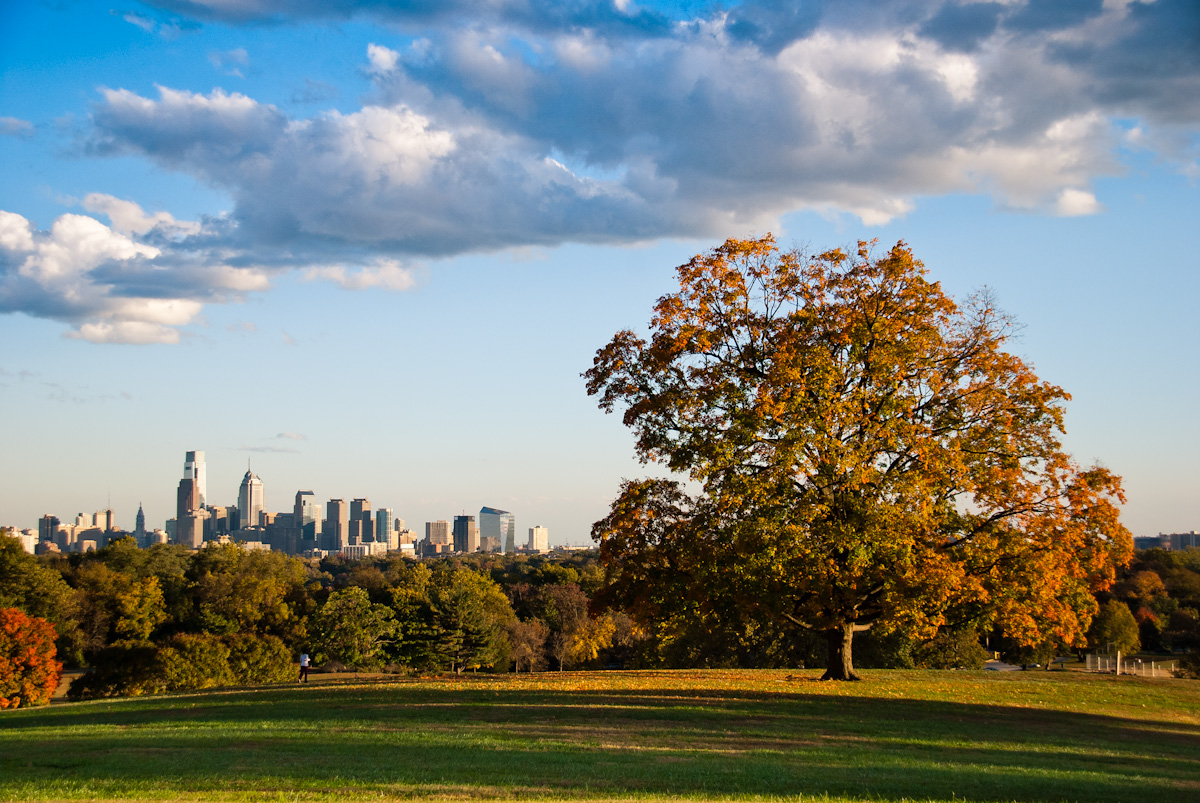
L'horitzó de Filadèlfia vist des de l'altiplà de Belmont, al Fairmount Park

Filadèlfia ha rebut durant molt de temps "La ciutat de l'amor fraternal" (The City of Brotherly Love) pel per l'etimologia del nom de la ciutat en grec (grec: Φιλαδέλφεια ([pʰilaˈdelpʰeːa], grec modern: [filaˈðelfia]), "amor fraternal"), derivats de l'antic grec φίλος, fílos pʰeːa. amorós) i ἀδελφός adelfós (germà, fraternal). La ciutat va ser nomenada per primera vegada pel seu fundador, William Penn.
"Philadelphia" també s'escurça amb freqüència a "Philly" (/fɪli/). Els Philadelphia Phillies, l'equip de beisbol de la ciutat, es van formar el 1883.
Filadèlfia també rep aquests apel·latius:
"America's Garden Capital" en referència a la trentena de jardins de Filadèlfia i a l'orgull que tenen els habitants de Filadèlfia als seus jardins
"L'Atenes d'Amèrica"Anomenat així ja el 1733 pels directors de la Library Company of Philadelphia. Gilbert Stuart es va referir a la ciutat utilitzant aquesta frase, fent referència a la reputació de Filadèlfia per a la ciència, la indústria, l'art i la vida intel·lectual. També és un sobrenom donat a la ciutat de Boston
"El lloc de naixement d'Amèrica"derivat del paper de Filadèlfia en la Revolució Americana i ser el lloc on es signaren la Declaració d'Independència i la Constitució.
"The Cradle of Liberty" (literalment "el bressol de la llibertat")Derivat del paper de Filadèlfia a la revolució americana. També és un sobrenom donat a Boston.
"The Quaker City"Es va donar en referència a la religió dels primers colons de la ciutat.
"The Workshop of the World"  (literalment "el taller del món")la història de la revolució industrial de Filadèlfia li va donar aquest sobrenom; al segle xx, abans de la Segona Guerra Mundial, Filadèlfia "va liderar la nació en la producció de productes tan diversos com locomotores, tramvies, serres, vaixells d'acer, tèxtils, catifes, mitges, barrets, cuir i cigars. Va ocupar el segon lloc en la producció de sucre, fertilitzants, peces de fosa, petroli, productes químics i farmacèutics."
"The City that Loves you Back" (literalment "la ciutat que t'estima")Aquest eslògan fou presentat per la Greater Philadelphia Tourism Marketing Corporation (GPTMC) en una campanya publicitària de 1997. El lema era "una resposta i un desafiament a l'eslògan "I Love New York" i va contrarestar la "reputació antisocial" que havia desenvolupat Filadèlfia.
"The City of Neighborhoods" (literalment "la ciutat dels barris")No està aclarit com va sorgir aquest nom; Filadèlfia es va anomenar "The City of Homes" a la dècada del 1870, i es va anomenar "a city of residences" en un llibre publicat el 1893, fent referència als alts nivells de propietat d'habitatges de la ciutat. El sobrenom es refereix als molts barris diferents de la ciutat i al sentit d'orgull veïnal.
"The City That Bombed Itself" (literalment "la ciutat que es va bombardejar a si mateixa")el 1985, la policia de Filadèlfia va bombardejar una casa adossada ocupada per MOVE, un grup radical de Black Power. L'atemptat va matar 11 persones, va destruir 61 llars, va deixar 250 persones sense llar i va guanyar a la ciutat aquest títol.
"Filthadelphia" o "Filthydelphia"En referència a les escombraries omnipresents als carrers.
"Killadelphia"En referència a l'historial de crims violents i alta taxa d'homicidis
"The Sixth Borough"Una referència degut a la proximitat de Filadèlfia amb la ciutat de Nova York i el moviment dels novaiorquesos a Filadèlfia pels lloguers, béns arrels i cost de vida menys cars

## Economia

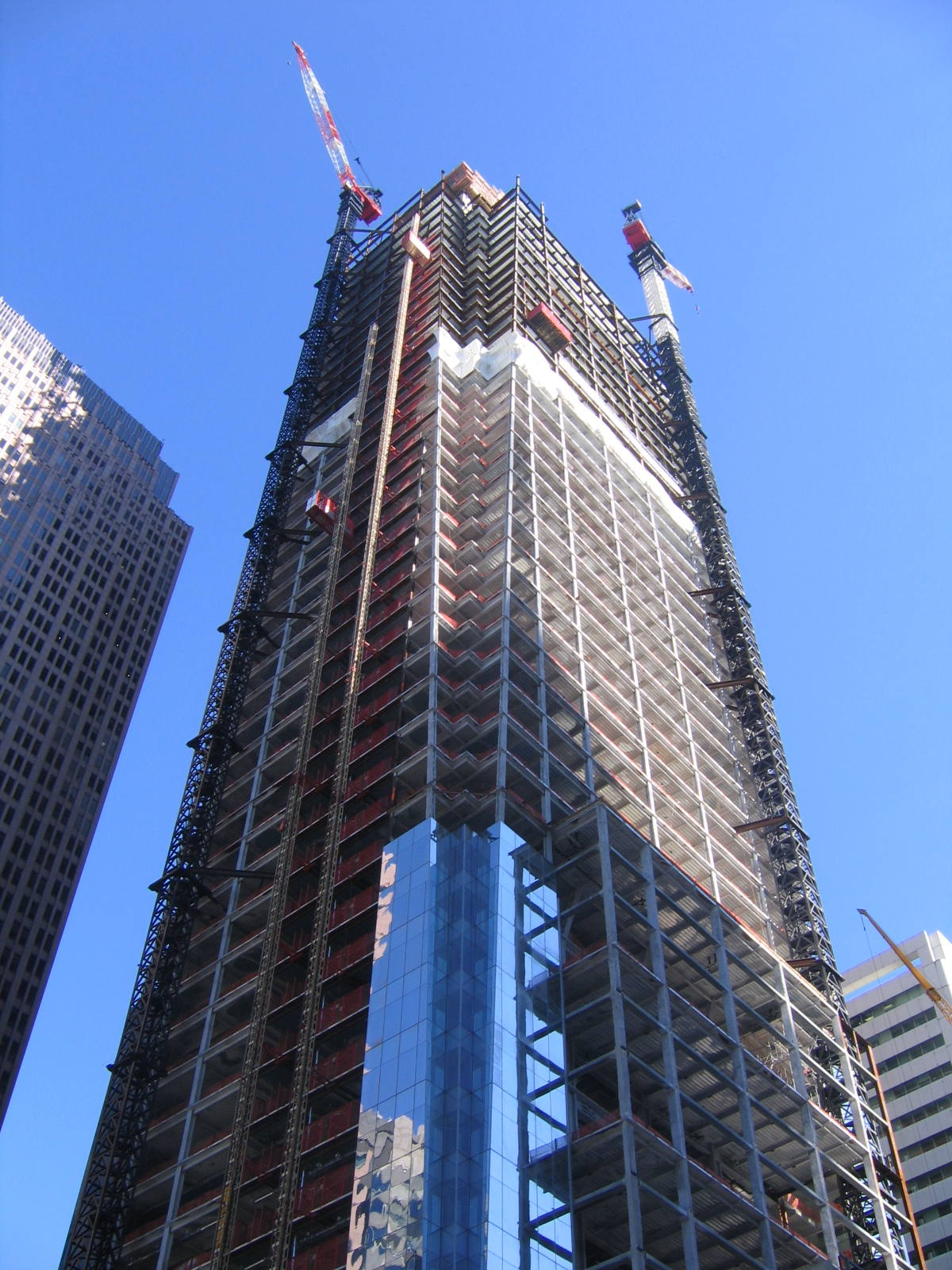
El Comcast Center en construcció (febrer 2007). Un cop acabat, arribarà a una alçada de 297 metres. És el símbol de la renovació econòmica de Filadèlfia.

Durant el segle XVIII Filadèlfia va tenir un paper pioner en el naixement polític del país, però també en l'economia. D'aquesta manera, els sectors tradicionals fundats en l'època colonial han estat protagonistes i van forjar la reputació de la ciutat: l'edició, la impremta, la premsa, la banca i els treballs lligats a la salut en són alguns exemples.
Durant el segle XIX l'explotació del carbó de les muntanyes Apalatxes, el combustible dels ferrocarrils i dels transports aquàtics van situar Filadèlfia en la cimera de les metròpolis industrials, al cor de la Manufacturing Bely. Les indústries de la Revolució industrial i l'agroalimentària eren van ser les forjadores en aquesta època de la prosperitat de la ciutat: les indústries metal·lúrgica, tèxtil, petroliera, naval, conserveria, piscicultura. Per altra banda, la seva situació geogràfica, entre Nova York i Washington DC, va inspirar la creació de nombroses empreses de transport. Després de 1945, amb la davallada d'aquestes indústries tradicionals que va afectar la Manufacturing Belt, Filadèlfia va entrar en una fase de crisi econòmica i social. Nombroses fàbriques van haver de tancar, es reestructuraren o bé van emigrar, ja que cap al Sud o l'Oest del país, o bé cap a altres països.
Avui dia Filadèlfia ha diversificat les seves activitats i entaulat seu renovat econòmic. L'atur va disminuir des de 1993 i nous gratacels es van construir a la terra del Districte Central de Negocis. Filadèlfia continua sent un centre de presa de decisions financeres de primer ordre al nord-est dels EUA.

## Política
Els límits del comtat i de la ciutat de Filadèlfia són els mateixos des de l'Acta de Consolidació de 1854. Totes les funcions polítiques són exercides per la municipalitat des de 1952.
La ciutat és governada per un alcalde escollit per 4 anys. Michael Nutter ocupa aquest lloc des de 2008. L'alcalde no pot tenir més de dos mandats consecutius. Per presentar-se a eleccions, l'ha d'haver com a mínim un cop ocupat un seient al Consell municipal. Des de 1952, tots els alcaldes de Filadèlfia van ser demòcrates sense excepció i són majoritàriament favorables a una intervenció pública a favor de les classes marginals: així, la municipalitat no imposa cap impost local sobre els productes de primera necessitat com el sabó.
El consell municipal (Philadelphia City Council) és l'òrgan deliberant i legislatiu de la ciutat. Té 17 membres: deu dels quals són elegits en els districtes, els altres set representen a tota la ciutat i són elegits per tots els ciutadans. El president del Consell és elegit pels regidors; des de 2000, aquest lloc és ocupat per la demòcrata Anna Cibotti Verna, coneguda per les seves posicions progressistes. El mandat dels consellers és de quatre anys, sense límit de reelecció. El consell municipal es reuneix un cop per setmana a l'ajuntament. Les decisions es prenen per majoria. L'alcalde té dret de vet. Però el consell pot superar aquest dret si s'aconsegueix una majoria de 2 terços. En 2005, la municipalitat feia servir aproximadament 30.000 persones.
La cort d'apel·lacions ordinària del comtat (Philadelphia County Court of Common pleas) és la cort de justícia per a Filadèlfia. És finançada pels fons municipals i funciona amb els empleats de la ciutat. La cort de contravencions viàries s'ocupa de les infraccions al codi viari. Encara que la capital de Pennsilvània se situa en Harrisburg, la cort suprema, la cort superior i la cort de la Mancomunitat tenen la seu a Filadèlfia. Els jutges d'aquestes instàncies són elegits pels ciutadans de la ciutat.
Entre la Guerra de Secessió i la meitat del segle xx, la municipalitat va estar dominada pel Partit Republicà. Després de la Gran Depressió dels anys 1930, els demòcrates van progressar i van acabar ostentant l'alcaldia el 1952. A les eleccions presidencials de 2004, el candidat demòcrata John Kerry va obtenir el 80% dels vots a Filadèlfia. Finalment, Filadèlfia enviament quatre diputats a la cambra de representants del Congrés dels Estats Units, en 2007 tots ells eren demòcrates. Amb el descens de la població des de la segona meitat del segle xx, el nombre de circumscripcions electorals i, per tant, el nombre de representants en Washington, ha passat de sis a quatre.

## Educació
El Districte Escolar de Filadèlfia gestiona les escoles públiques a Filadèlfia.

### Educació superior
Filadèlfia és una important ciutat universitària que acull milers d'estudiants i nombrosos establiments d'ensenyament superior. Els campus universitaris prenen part en el dinamisme cultural de l'aglomeració: al barri de University City, a l'oest del centre de la ciutat, 21 museus i galeries estan oberts al públic. Les universitats i els centres de recerca treballen en conjunt amb les principals ocupadores de la ciutat: d'aquesta manera l'ensenyament superior està particularment associada amb els sectors de la química, les ciències, la història i l'art.
Fundat el 1964, el Community College of Philadelphia atorga 70 diplomes diferents i un ampli panell de formacions des de les arts fins als estudis, passant per les ciències o l'economia. Té 38.000 estudiants el 2007, fet que el converteix en el major establiment d'ensenyament superior de la ciutat.
La Universitat de Pennsilvània és una de les més antigues i prestigioses dels Estats Units: fundada per Benjamin Franklin al segle xviii, forma part de la famosa Ivy League, una associació informal reagrupant les 8 universitats més cèlebres del país. El 2007, la universitat de Pennsilvània era referenciada com una de les deu millors universitats del país d'acord amb l'US News & World Report. Té actualment més de 19.800 estudiants i, amb el seu hospital, és la segona ocupadora de la ciutat. El campus es troba al barri de University City. La Universitat de Temple va ser oberta el 1889 i agrupa aproximadament a 33.600 estudiants. La tercera universitat de la ciutat per nombre d'estudiants és la de Drexel, amb 17.000 estudiants, seguida per les de Saint Joseph (7.000) i La Salle (6.200).

## Gastronomia

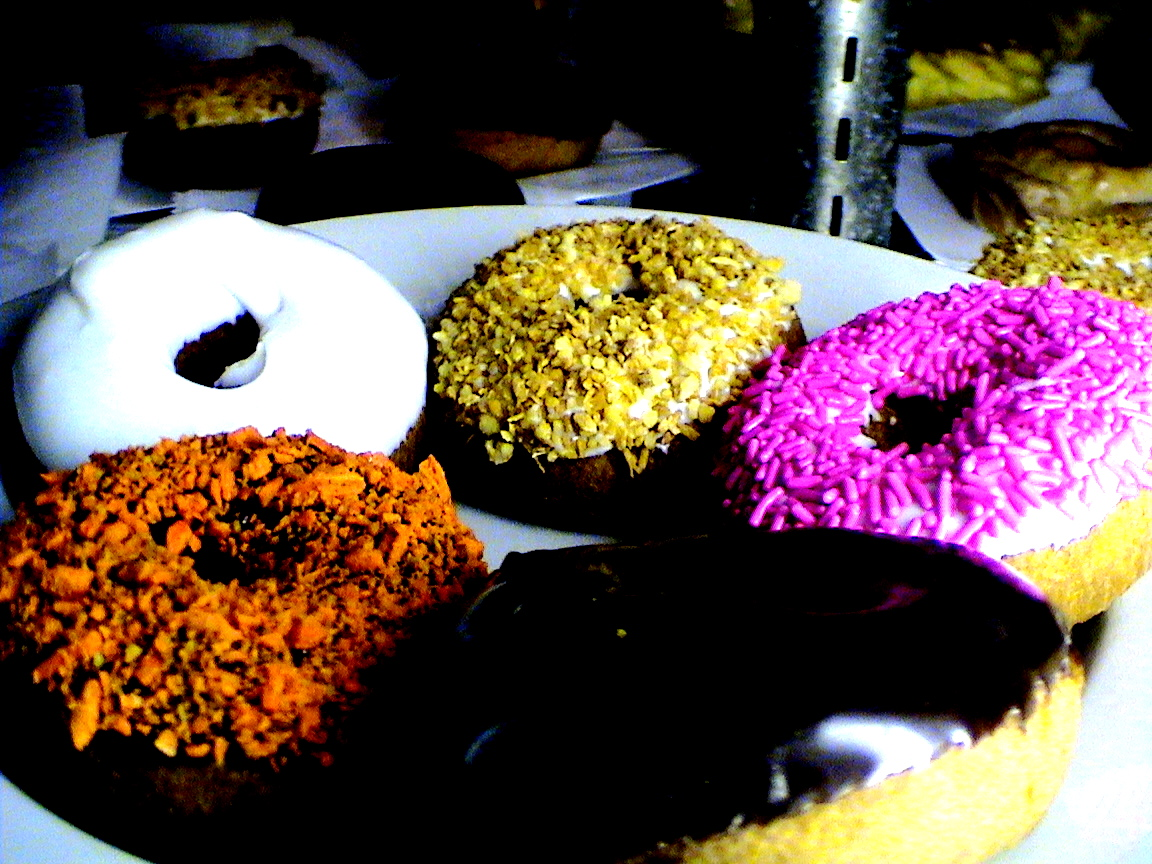
Donuts glacejats en un plat

Un plat d'índole mundial i amb origen a Filadèlfia és el dònut (doughnut), aquest invent dels alemanys arribats al segle xvii són avui un símbol de tots els Estats Units. Diu la llegenda que va ser un navegant qui va fer el famós forat per solucionar el problema que la massa no es fregia bé al centre. Abans que es faran servir per menjar, eren utilitzades per a netejar finestres segons Ian Hecox.
Aquests pastes dolces constitueixen un dels aliments per esmorzar més populars dels EUA on a més, apareixen en el cinema com un dels dolços més consumits pels policies d'aquest país. Encara que també són molt populars en altres països de la cultura occidental, es troben des de les sales de reunions fins a la cuina de l'agricultor. Algunes de les franquícies més conegudes són Dunkin 'Donuts, Krispy Kreme, i Winchell's Donuts.

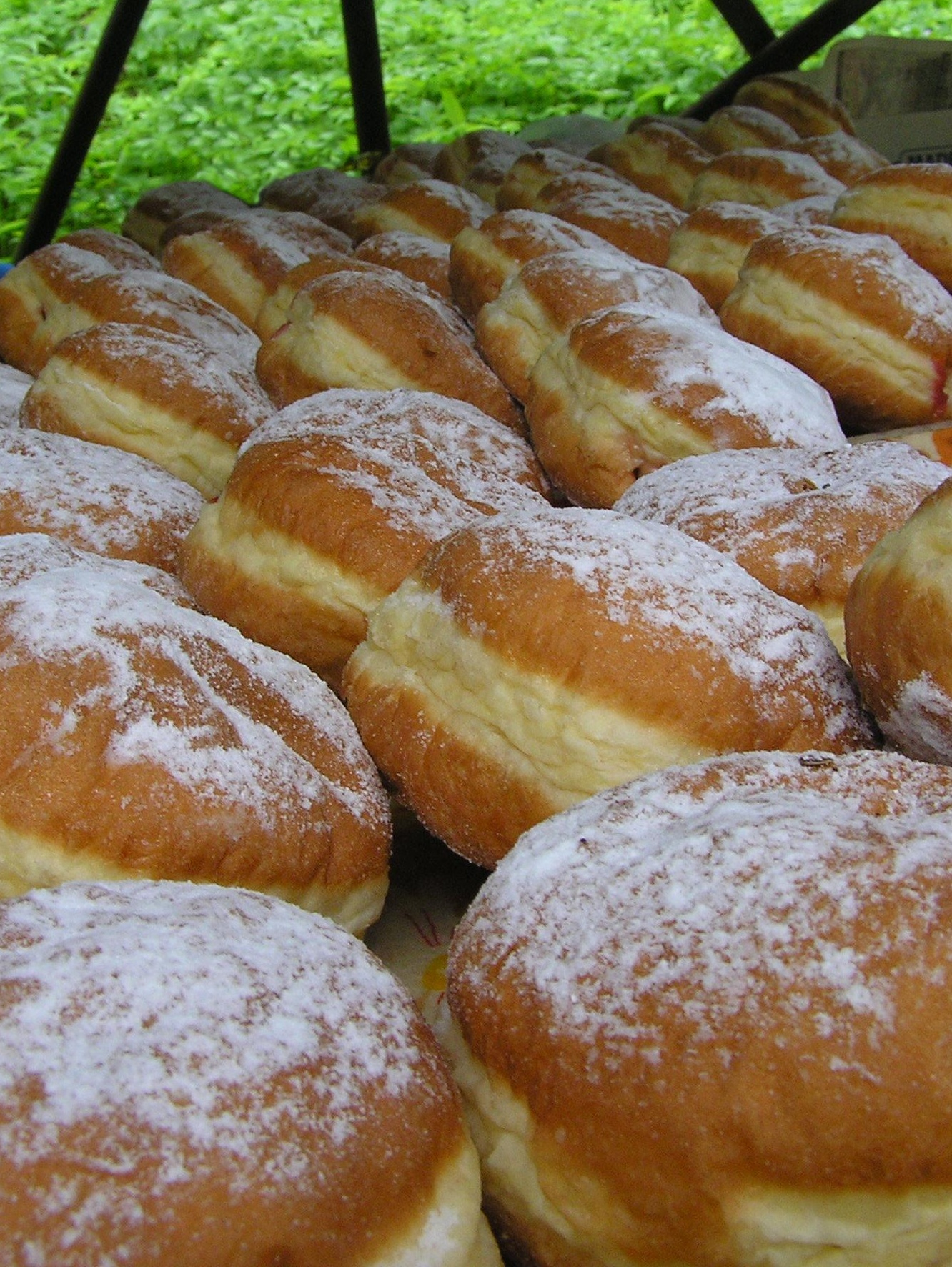
Donuts en un forn

En l'època colonial, les tavernes com la London Coffe House i la Tun Tavern eren llocs de sociabilització i de protesta contra la supremacia britànica. Al final del segle xix van ser creats el Reading Terminal Market i el mercat italià. Nombrosos restaurants van ser oberts a partir dels anys '70.
Un altre important plat típic d'aquesta ciutat és el conegutphilly cheesesteak, una mena de sandvitx conegut fora de Pennsylvania comPhiladelphia cheesesteak,Philly cheesesteako fins i totsteak and cheese. Aquest sandwich porta al seu interior petites tires de carn (steak) i una petita quantitat de formatge fos. Un cheesesteak sense formatge fos es denomina localment comsteak sandvitx, ophilly steaken altres parts del país. El cheesesteak és una mena d'aliment informal que se serveix al carrer de la regió de Philadelphia. Va ser inventat i associat a la ciutat en els anys 1930 i és per aquesta raó una icona de la mateixa manera que altres àpats com el tastykakes, gelat italià, els pretzel de la zona, elsHoagie i elsScrapple.

## Museus i parcs
- Museu d'Art de Filadèlfia
- Museu Auguste Rodin (la major col·lecció de les seves obres fora de França)
- La Barnes Foundation (Fundació Barnes), d'origen privat, amb una massiva presència de pintors impressionistes
- Atwater-Kent Municipal Museum
- Independence Hall i la Campana de la Llibertat
- Edgar Allan Poe House
- Museu de la fundació Rosenbach
- El centre nacional de l'Constitució dels Estats Units (National Constitution Center)
- Parc Històric Nacional de la Independència

## Esport
Filadèlfia té una llarga tradició esportiva que data des del segle xix. Filadèlfia té equips en totes les grans lligues esportives dels Estats Units. La Major League Soccer (MLS) té una franquícia de futbol a Filadèlfia, concretament en el suburbi de Chester, des de la temporada 2010. L'equip, porta el nom de Philadelphia Union, juga com a local al PPL Park.
A més d'ells estan els Philadelphia Phillies de beisbol, que el 2008 van ser els campions mundials de la MLB, és un dels més vells equips de la sèrie americana, des del 1883. A l'hoquei sobre gel són representats pels Philadelphia Flyers. També sense oblidar els Philadelphia Eagles, que és un equip professional de futbol americà, aquests tenen 3 campionats de la NFL.
I a l'NBA, l'elit del basquet, tenen els Philadelphia 76ers, que juguen des del 1963, guanyant 2 campionats el 1967 i el 1983.

## Personatges il·lustres
- David Rittenhouse (1732-1796). Matemàtic i astrònom, segon president de la Societat Filosòfica Americana.
- James Forten (1766-1842). Empresari afroamericà i destacat abolicionista i filantrop.
- Cecilia Beaux (1855 - 1942) pintora
- Sam Wood (1883 - 1949) director de cinema
- Frederick Winslow Taylor (1856-1903). Enginyer.
- Florence Kelley (1859 - 1932) activista social i feminista
- Louis Mordell (1888-1972). Matemàtic, president de la Societat Matemàtica de Londres.
- Howard Martin Temin (1934-1994). Biòleg, Premi Nobel de Medicina o Fisiologia de l'any 1975.
- Joseph Hooton Taylor (1941-). Físic i astrònom, Premi Nobel de Física de l'any 1993.
- Karl Barry Sharpless (1941-). Químic, Premi Nobel de Química de l'any 2001.

## Ciutats agermanades
- Florència, Toscana, Itàlia, des de 1964
- Niça, Provença-Alps-Costa Blava, França
- Ais de Provença, Provença-Alps-Costa Blava, França
- Kobe, Hyogo, Japó
- Tel-Aviv, Tel-Aviv, Israel, des de 1966
- Mossul, Ninawa, Iraq
- Toruń, Pomerània Meridional, Polònia, des de 1976
- Tianjin, Tianjin, Xina, des de 1980
- Incheon, Incheon, Corea del Sud, des de 1984
- Douala, Litoral, Camerun, des de 1986
- Nijni Nóvgorod, óblast de Nijni Nóvgorod, Rússia